# Blau (Donau)
Sông Blau là một con sông dài trên 22 km ở rìa phía nam của Schwäbischen Alb, ở phía đông của Baden-Württemberg. Nó chảy vào bên trái và ở hướng tây bắc của sông Donau ở thành phố Ulm.

## Địa lý

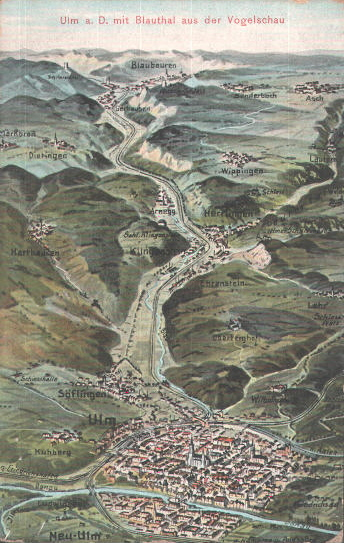
Dòng chảy sông Blau từ Blaubeuren tới Ulm (Bưu thiếp của Eugen Felle, khoảng 1900)

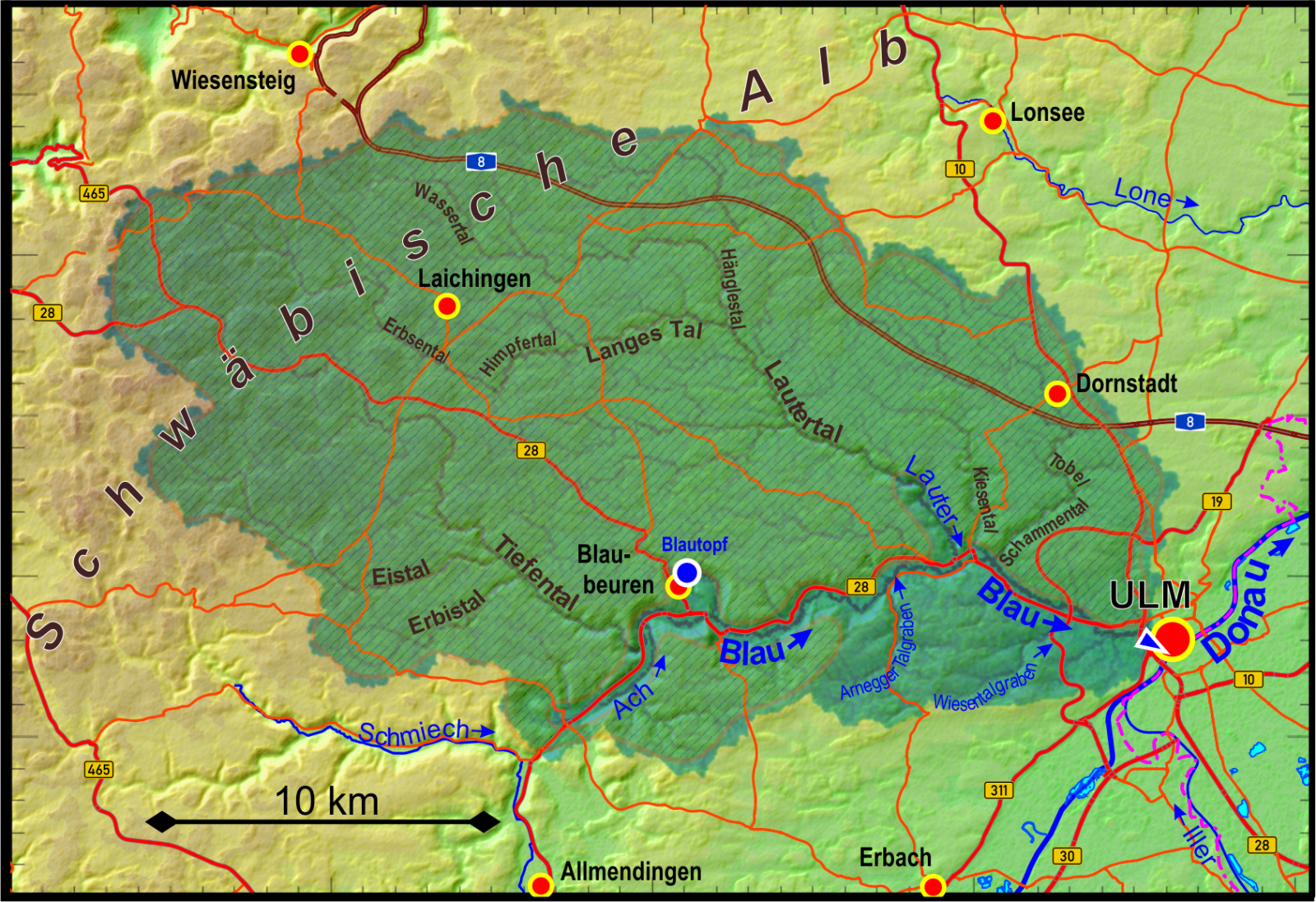
Địa hình lưu vực sông Blau